# Coll de Móra (Navès)
|  | Aquest article tracta sobre la collada del municipi de Navès. Vegeu-ne altres significats a «Coll de Móra». |

El Coll de Móra és una collada del terme municipal de Navès, al Solsonès, situada a 1.182,6 metres d'altitud situada al nord de la muntanya de La Serreta.